# Pfarrkirche Steinbach an der Steyr

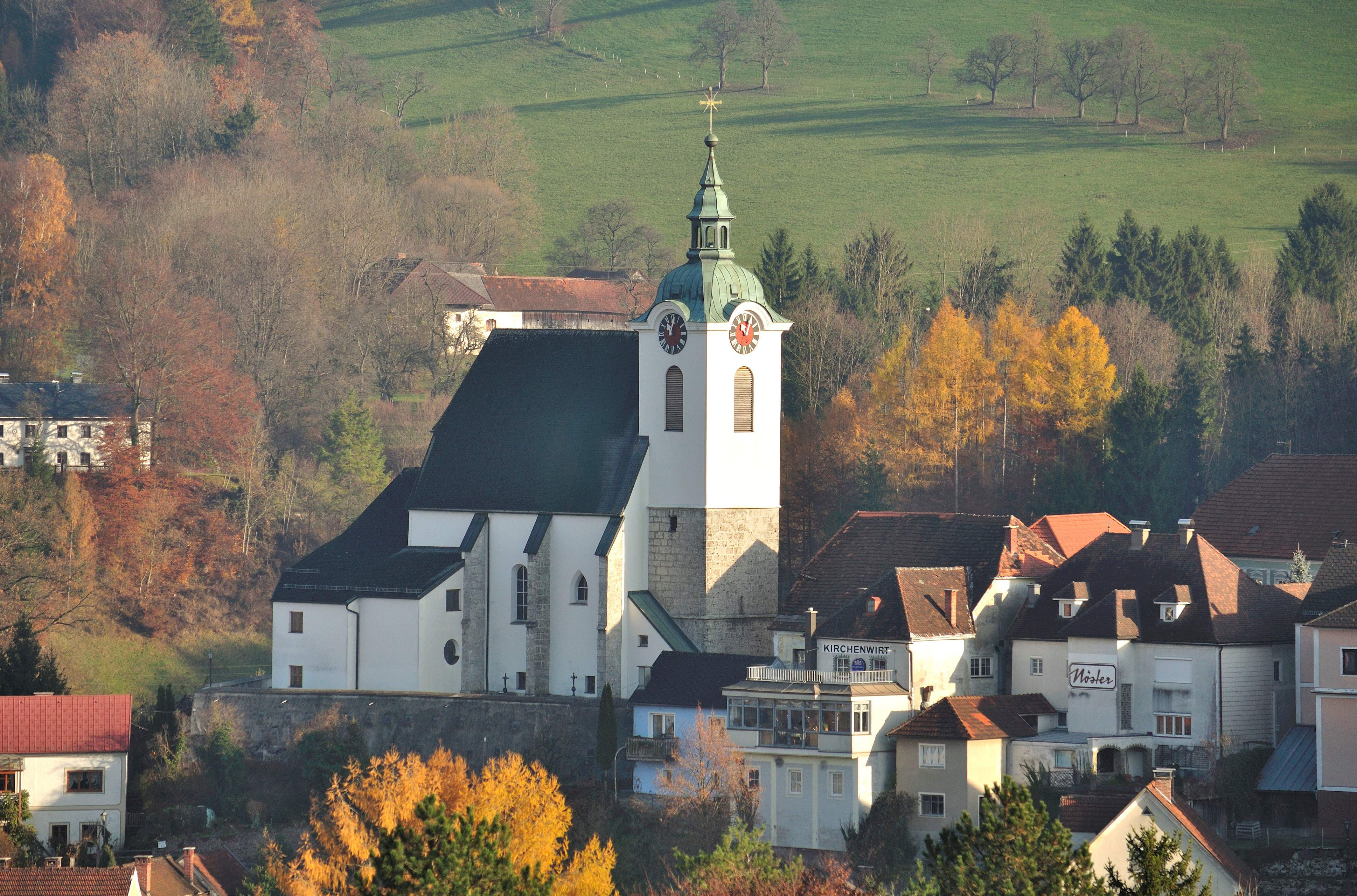
Katholische Pfarrkirche hl. Bartholomäus in Steinbach an der Steyr

Die römisch-katholische Pfarrkirche Steinbach an der Steyr steht in der Gemeinde Steinbach an der Steyr im Bezirk Kirchdorf in Oberösterreich. Sie ist dem heiligen Apostel Bartholomäus geweiht und gehört zum Dekanat Steyrtal in der Diözese Linz. Das Bauwerk steht unter Denkmalschutz (Listeneintrag).

## Lagebeschreibung
Die Kirche steht in einem aufgelassenen Friedhof auf einer Anhöhe am Ortsplatz. Der Gemeindefriedhof liegt südlich abseits der Kirche.

## Geschichte
Die Kirche wird um 1120 erstmals urkundlich erwähnt.

## Kirchenbau

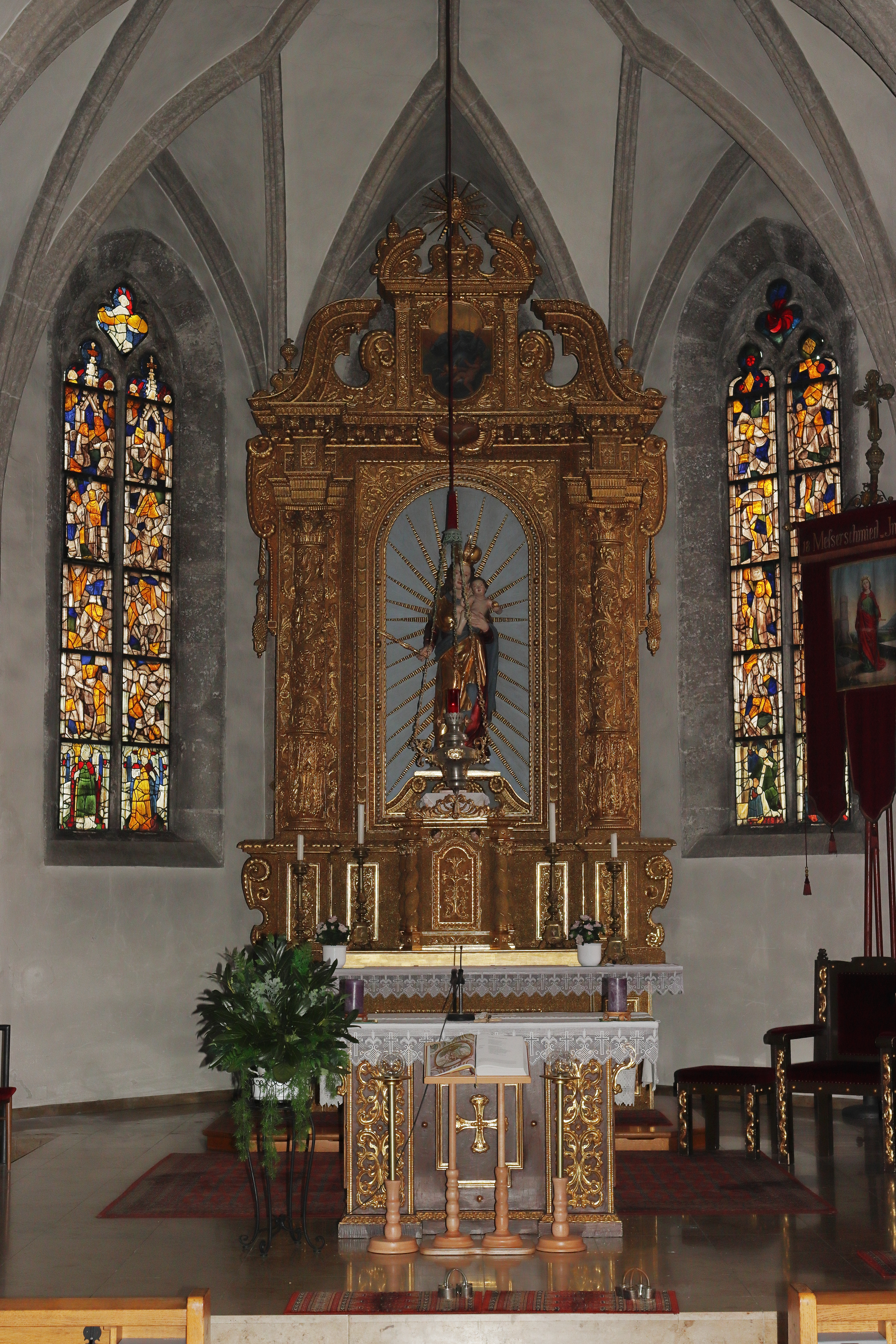
Chor mit Altar und Fenstern

### Kirchenäußeres
Die Kirche ist ein kleiner gotischer Bau. Über dem Westturm ist eine kuppelförmige Haube und Laterne. Das Südportal ist gotisch.

### Kircheninneres
Das einschiffige Langhaus ist dreijochig. Daran schließt ein eingezogener niedriger Chor mit 3/8-Schluss an.  Sowohl Langhaus als auch der Chor sind netzrippengewölbt. Die dreiachsige Empore ruht auf Sternrippengewölbe. An der Nordseite des östlichsten Langhausjoches ist eine barocke Kapelle angebaut. Sie ist kreuzgewölbt und stammt aus der ersten Hälfte des 18. Jahrhunderts. Die drei gotischen Chorfenster weisen qualitativ hochwertige Malereien aus der Zeit zwischen 1440 und 1450 auf. Sie zeigen „Maria mit Kind“, die Kreuzigung sowie Heilige.

### Ausstattung
Im Chor befindet sich eine barocke Altarretabel aus der Mitte des 17. Jahrhunderts mit Maria und dem Kind. Die Chorfenster stammen teilweise von um 1460 und von 1972. Die neueren sind Arbeiten aus der Glasmalerei im Stift Schlierbach. An der rechten Wand befindet sich eine Statue des heiligen Bartholomäus, an der linken, über den Eingang zur Sakristei, ein Kruzifix. Über dem Triumphbogen (Fronbogen), der das Langhaus vom Chor trennt, ist eine barocke Kreuzigungsgruppe aus der ersten Hälfte des 18. Jahrhunderts angebracht. Die Marienstatue und die Herz-Jesu-Statue über den Seitenaltären links und rechts des Bogens sind neugotisch. An der linken, nordwestlichen Seite des Langhauses ist die Josefikapelle angebaut, darüber steht in einer Wandnische eine Statue der heiligen Barbara aus dem ersten Viertel des 18. Jahrhunderts. Das vordere Fenster auf der rechten, südöstlichen Seite ist neugotisch und zeigt den heiligen Sebastian und den heiligen Florian, das hintere Fenster bei der Empore, zeigt die Mariazeller Madonna und das Steinbacher Wappen. Die Orgel stammt aus dem Jahr 1978. Der Opferstock im hinteren Bereich beim Aufgang zur Empore ist gotisch.

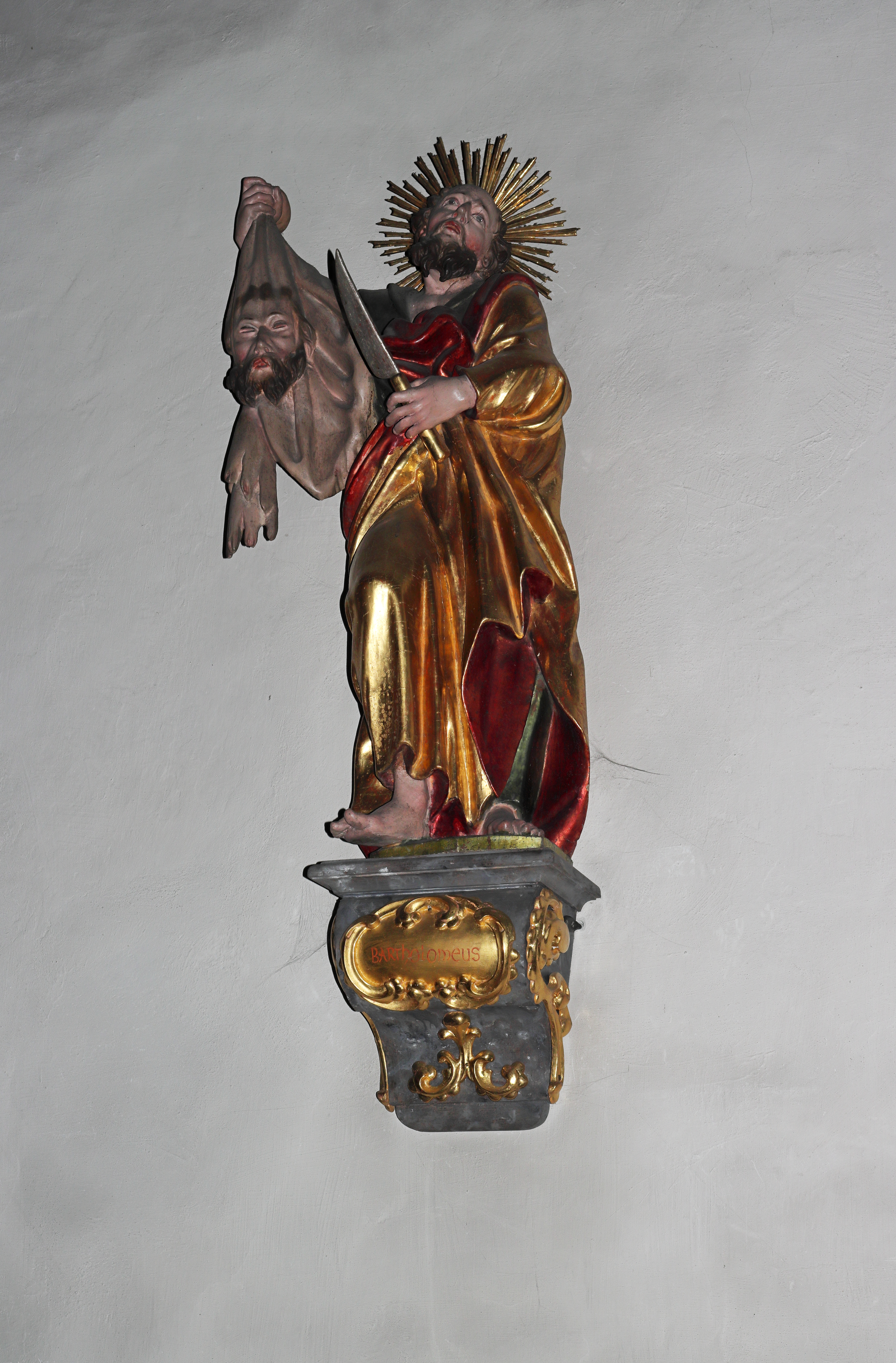
Bartholomäus-Statue
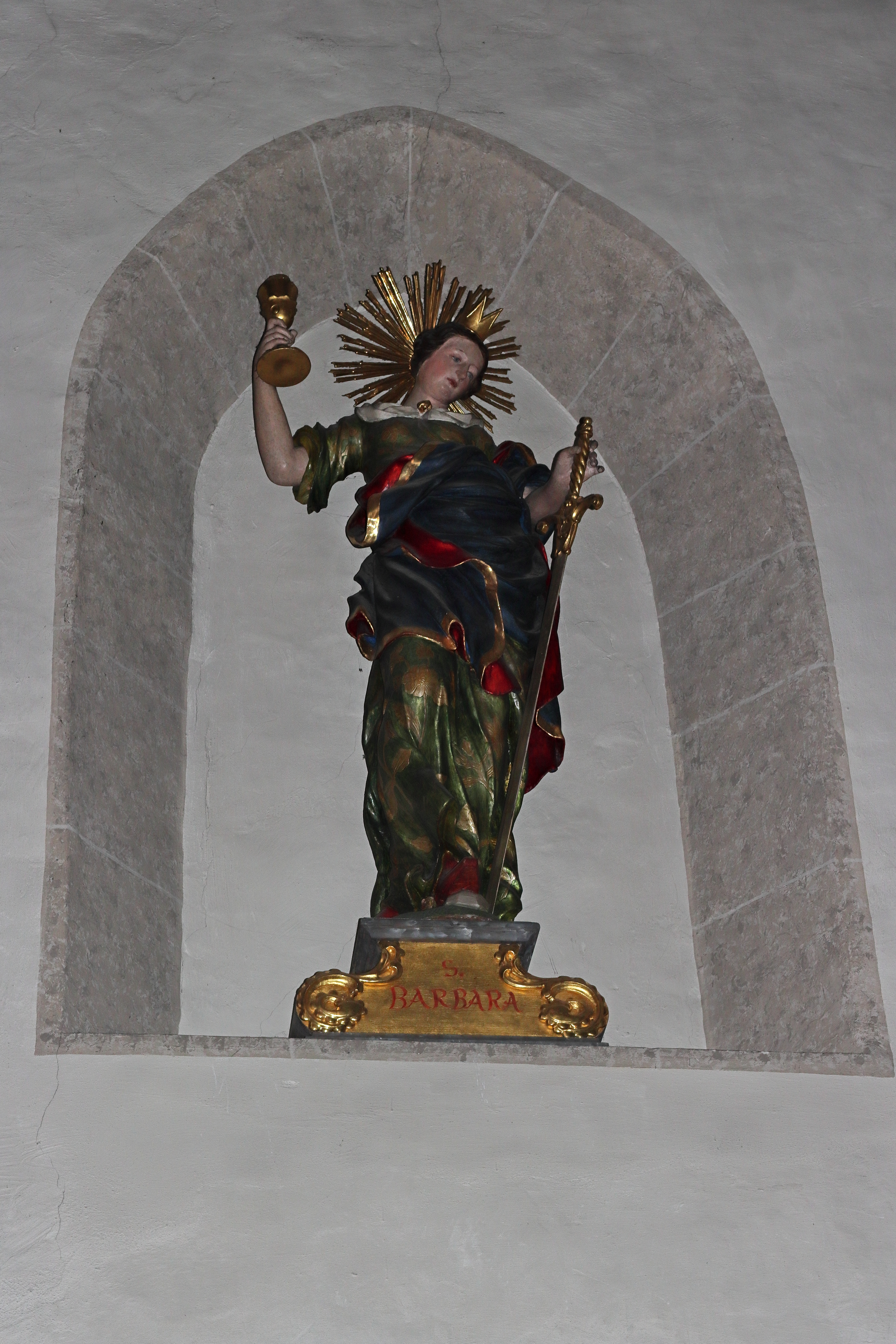
Barbara-Statue
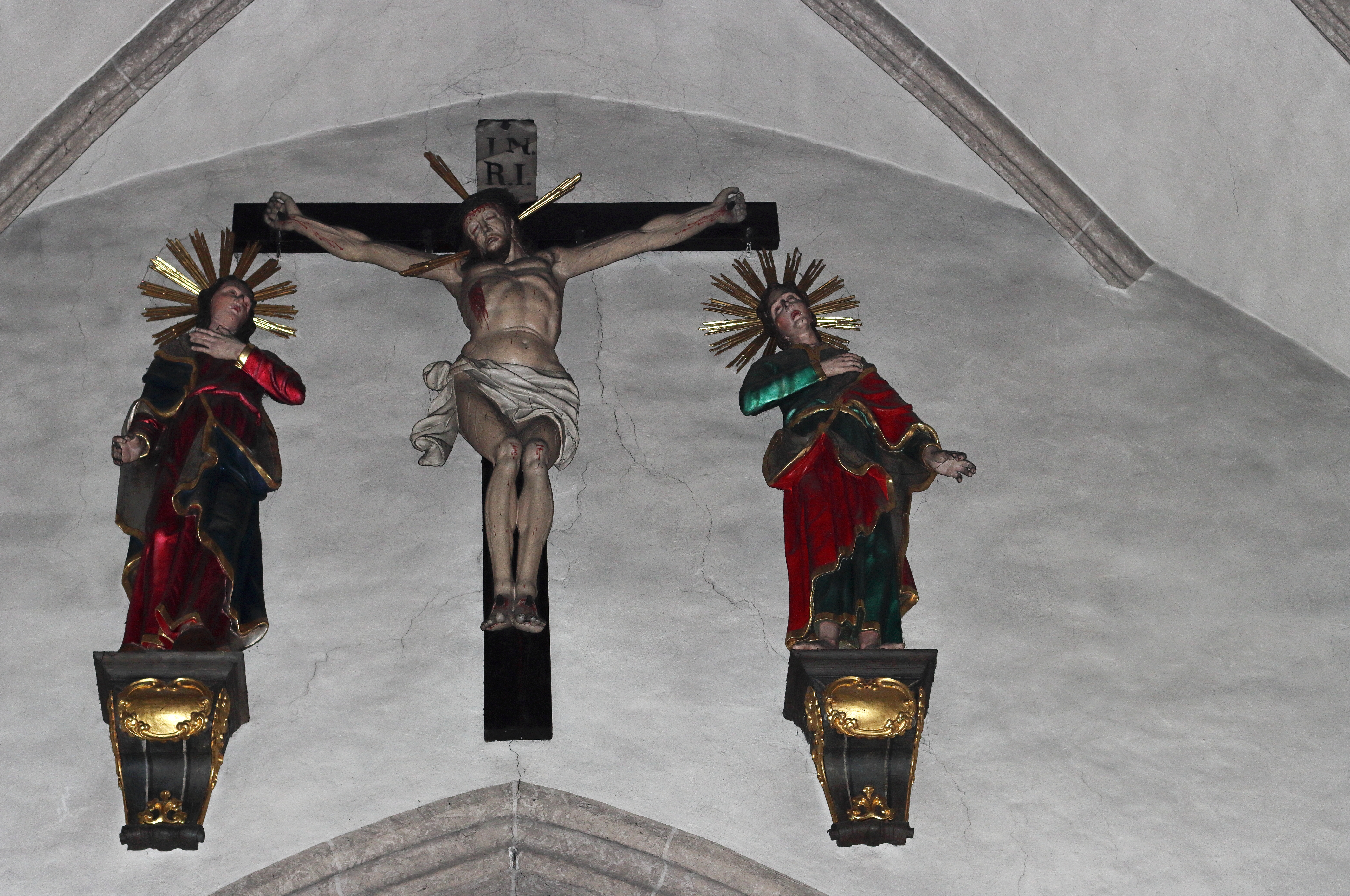
Kreuzigungsgruppe über dem Triumphbogen
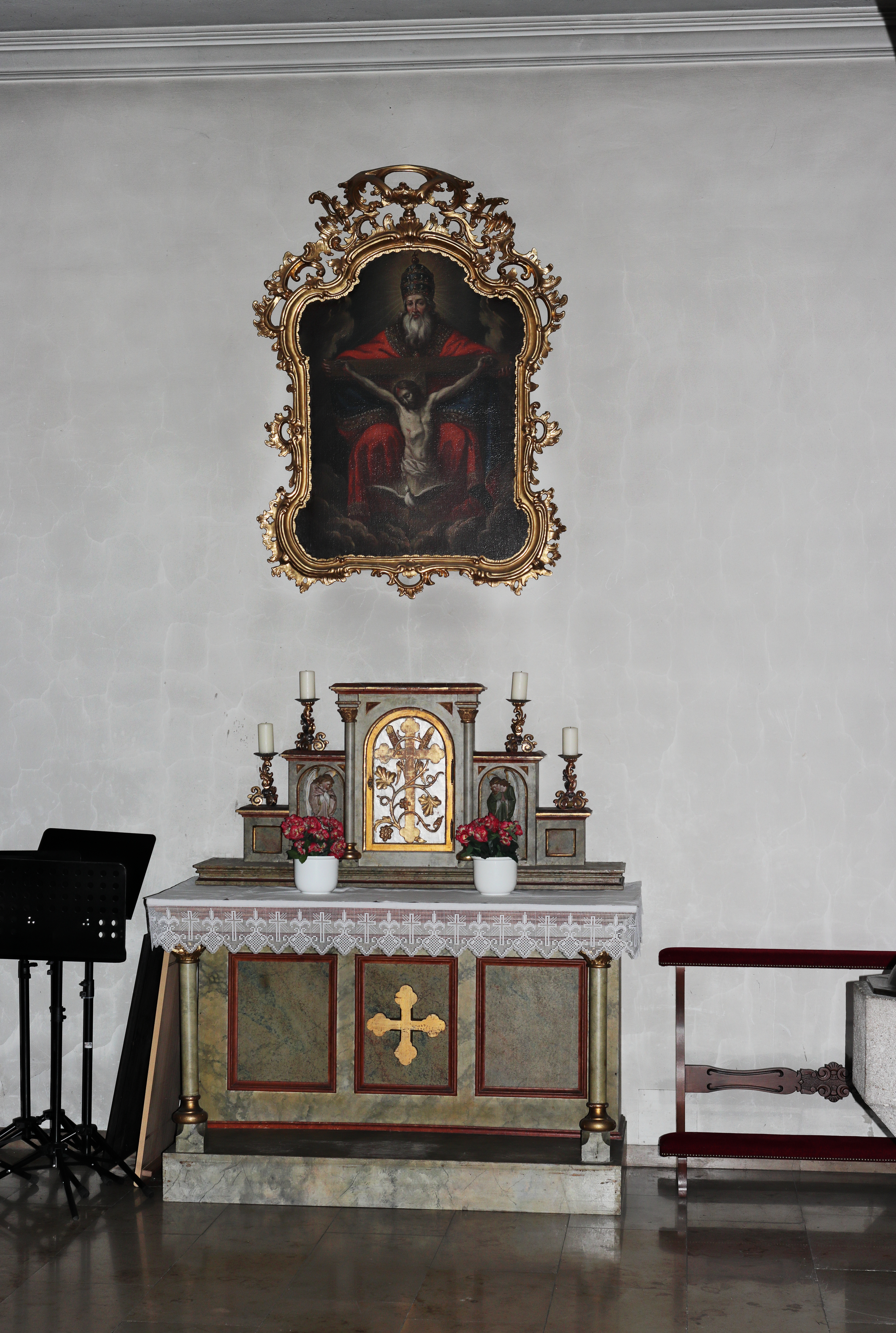
Altar in der Josefikapelle
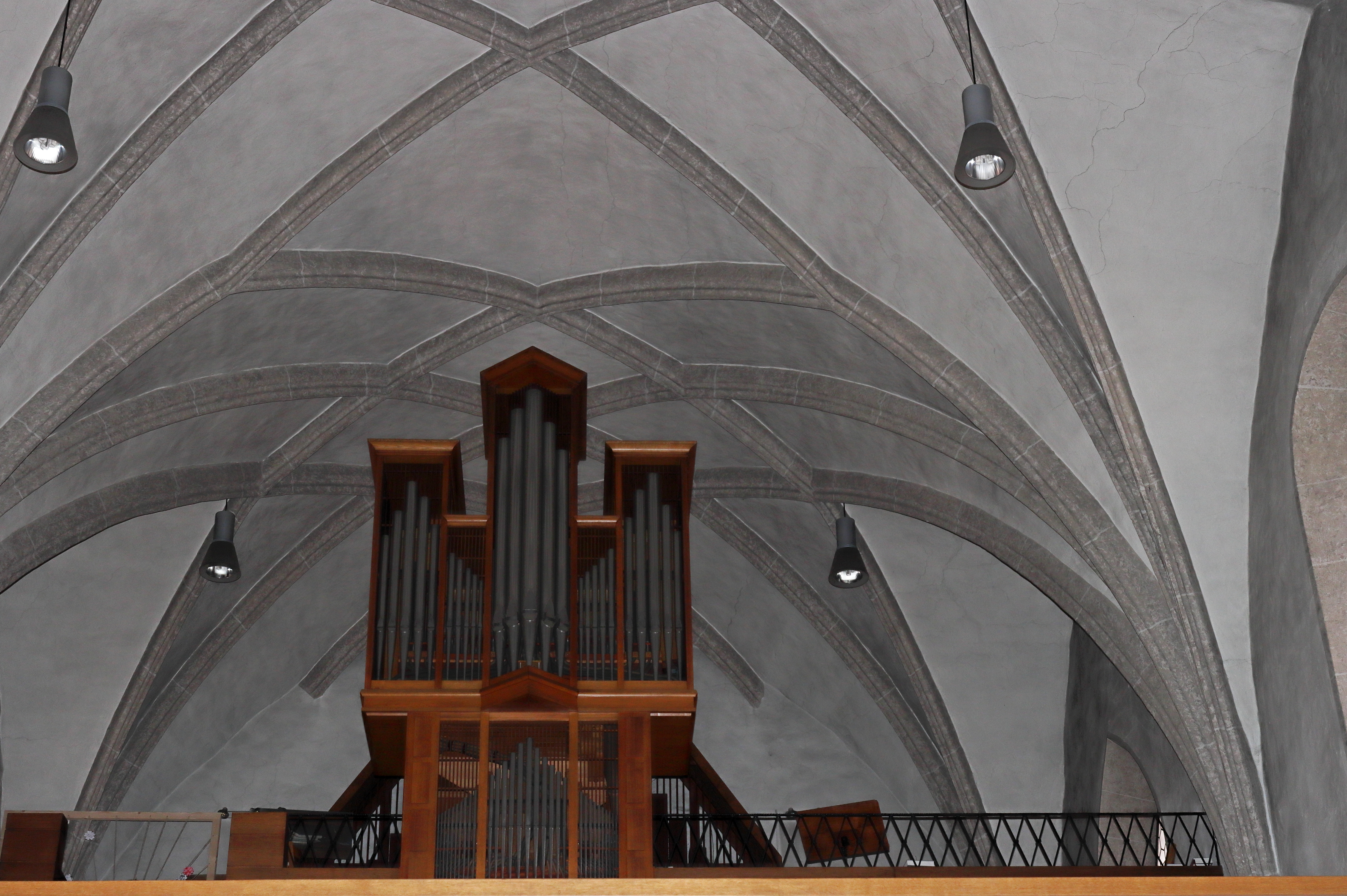
Die Orgel
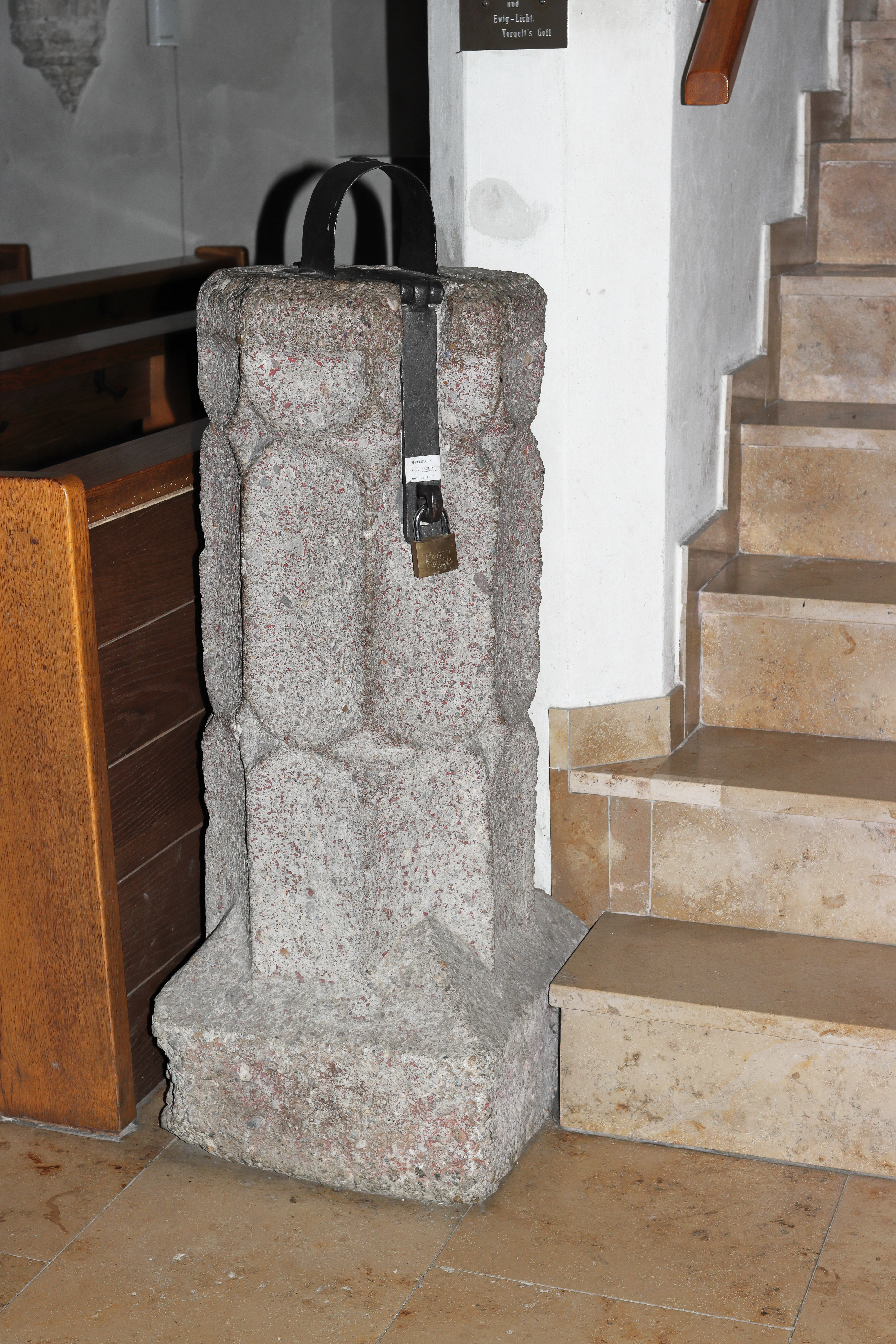
Gotischer Opferstock